# 瓦亞加省
瓦亞加省（西班牙語：Provincia del Huallaga），是秘魯的省份，位於該國中北部聖馬丁大區，首府是薩波索阿，始建於1868年9月11日，面積2,380平方公里，2007年人口24,448，人口密度為每平方公里10.27人。
6°56′04″S 76°46′22″W / 6.934436°S 76.772826°W